# Lega Pro 2015/2016
Soutěžní ročník Lega Pro 2015/16 byl 2. ročník třetí nejvyšší italské fotbalové ligy. Soutěž začala 6. září 2015 a skončila 8. května 2016. Účastnilo se jí celkem 54 týmů rozdělené do tří skupin po 18 klubech. Z každé skupiny postoupil vítěz přímo do druhé ligy. Čtvrtý klub postoupil přes play off.
Pro následující sezonu nebyly přijaty tyto kluby:
- Varese Calcio SSD: v minulé sezóně se umístil na 21. místě ve druhé lize, kvůli finančním problémům hrál v regionální ligu.
- Real Vicenza: v minulé sezóně se umístil na 7. místě ve skupině A, kvůli finančním problémům se nezaregistruje a končí.
- Benátky FC SSD: v minulé sezóně se umístil na 13. místě ve skupině A, kvůli finančním problémům hrál v nižší lize.
- SSD Monza 1912: v minulé sezóně se umístil na 15. místě ve skupině A, kvůli finančním problémům hrál v nižší lize.
- FC Grosseto SSD: v minulé sezóně se umístil na 11. místě ve skupině B, kvůli finančním problémům hrál v nižší lize.
- ASD Reggio Calabria: v minulé sezóně se umístil na 18. místě ve skupině C, kvůli finančním problémům hrál v nižší lize.
- ASD Barletta 1922: v minulé sezóně se umístil na 11. místě ve skupině C, kvůli finančním problémům hrál v regionální ligu.

## Skupina A
| Poř. | Tým                           | Z  | V  | R  | P  | VG | OG | B  |
| ---- | ----------------------------- | -- | -- | -- | -- | -- | -- | -- |
| 1.   | AS Cittadella                 | 34 | 23 | 7  | 4  | 57 | 35 | 76 |
| 2.   | Pordenone Calcio              | 34 | 19 | 8  | 7  | 52 | 30 | 65 |
| 3.   | Bassano Virtus 55 Soccer Team | 34 | 17 | 11 | 6  | 45 | 31 | 62 |
| 4.   | US Alessandria Calcio 1912    | 34 | 16 | 9  | 9  | 47 | 31 | 57 |
| 5.   | Calcio Padova                 | 34 | 14 | 12 | 8  | 46 | 30 | 54 |
| 6.   | US Cremonese                  | 34 | 14 | 11 | 9  | 40 | 33 | 53 |
| 7.   | AC Reggiana 1919              | 34 | 13 | 13 | 8  | 40 | 25 | 52 |
| 8.   | Feralpisalò                   | 34 | 14 | 8  | 12 | 50 | 43 | 50 |
| 9.   | AC Pavia 2                    | 34 | 14 | 9  | 11 | 48 | 36 | 49 |
| 10.  | FC Südtirol                   | 34 | 10 | 14 | 10 | 34 | 38 | 44 |
| 11.  | AC Renate                     | 34 | 11 | 10 | 13 | 26 | 38 | 43 |
| 12.  | AS Giana Erminio              | 34 | 10 | 12 | 12 | 33 | 36 | 42 |
| 13.  | AC Lumezzane                  | 34 | 12 | 6  | 16 | 37 | 42 | 42 |
| 14.  | AS Pro Piacenza 1919          | 34 | 8  | 15 | 11 | 30 | 35 | 39 |
| 15.  | Mantova FC                    | 34 | 7  | 13 | 14 | 27 | 39 | 34 |
| 16.  | AC Cuneo 1905                 | 34 | 9  | 7  | 18 | 31 | 41 | 34 |
| 17.  | UC AlbinoLeffe                | 34 | 4  | 8  | 22 | 23 | 57 | 20 |
| 18.  | Aurora Pro Patria 1919 1      | 34 | 1  | 7  | 26 | 15 | 61 | 7  |

Poznámky
- Z = Odehrané zápasy; V = Vítězství; R = Remízy; P = Prohry; VG = Vstřelené góly; OG = Obdržené góly; B = Body
- za výhru 3 body, za remízu 1 bod, za prohru 0 bodů.
- 1  Aurora Pro Patria 1919 byly odečteny 3 body.
- 2  AC Pavia byly odečteny 2 body.

|  | Přímý postup do Serie B 2016/17 |
|  | Play off                        |
|  | Play out                        |
|  | Přímý sestup do Serie D 2016/17 |

### Play out
Boj o udržení v Lega Pro.
UC AlbinoLeffe – AS Pro Piacenza 1919 0:1, 1:2

AC Cuneo 1905 – Mantova FC 0:0, 0:1
Sestup do Serie D 2016/17 měli kluby UC AlbinoLeffe a AC Cuneo 1905. Klub UC AlbinoLeffe nakonec zůstal v soutěži i v příští sezoně.

## Skupina B
| Poř. | Tým                       | Z  | V  | R  | P  | VG | OG | B  |
| ---- | ------------------------- | -- | -- | -- | -- | -- | -- | -- |
| 1.   | S.P.A.L. 2013             | 34 | 21 | 8  | 5  | 59 | 25 | 71 |
| 2.   | AC Pisa 1909 6            | 34 | 17 | 12 | 5  | 42 | 26 | 62 |
| 3.   | SS Maceratese             | 34 | 15 | 13 | 6  | 47 | 31 | 58 |
| 4.   | US Ancona 1905            | 34 | 14 | 11 | 9  | 34 | 29 | 53 |
| 5.   | Carrarese Calcio 1908     | 34 | 13 | 12 | 9  | 49 | 37 | 51 |
| 6.   | Robur Siena               | 34 | 11 | 13 | 10 | 34 | 38 | 46 |
| 7.   | US Città di Pontedera     | 34 | 11 | 12 | 11 | 43 | 38 | 45 |
| 8.   | SS Teramo Calcio 4        | 34 | 11 | 13 | 10 | 42 | 40 | 43 |
| 9.   | US Arezzo                 | 34 | 8  | 18 | 8  | 33 | 32 | 42 |
| 10.  | Tuttocuoio                | 34 | 10 | 10 | 14 | 27 | 34 | 40 |
| 11.  | Santarcangelo Calcio 3    | 34 | 11 | 12 | 11 | 41 | 38 | 39 |
| 12.  | US Pistoiese 1921         | 34 | 9  | 12 | 13 | 29 | 35 | 39 |
| 13.  | AS Lucchese Libertas 1905 | 34 | 10 | 9  | 15 | 32 | 43 | 39 |
| 14.  | AC Prato                  | 34 | 9  | 10 | 15 | 32 | 43 | 37 |
| 15.  | AC Rimini 1912 5          | 34 | 9  | 11 | 14 | 29 | 39 | 36 |
| 16.  | L'Aquila Calcio 1927 2    | 34 | 10 | 10 | 14 | 34 | 41 | 33 |
| 17.  | Lupa Řím FC               | 34 | 6  | 9  | 19 | 27 | 55 | 27 |
| 18.  | Savona FBC 1              | 34 | 9  | 9  | 16 | 27 | 44 | 22 |

Poznámky
- Z = Odehrané zápasy; V = Vítězství; R = Remízy; P = Prohry; VG = Vstřelené góly; OG = Obdržené góly; B = Body
- za výhru 3 body, za remízu 1 bod, za prohru 0 bodů.
- 1  Savona FBC bylo odečteno 14 bodů.
- 2  L'Aquila Calcio 1927 bylo odečteno 7 bodů.
- 3  Santarcangelo Calcio bylo odečteno 6 bodů.
- 4  SS Teramo Calcio byly odečteny 3 body.
- 5  AC Rimini 1912 byly odečteny 2 body.
- 6  AC Pisa 1909 byl odečten 1 bod.

|  | Přímý postup do Serie B 2016/17 |
|  | Play off                        |
|  | Play out                        |
|  | Přímý sestup do Serie D 2016/17 |

### Play out
Boj o udržení v Lega Pro.
Lupa Řím FC – AC Prato 2:0, 1:3

L'Aquila Calcio 1927 – AC Rimini 1912 1:1, 1:3
Sestup do Serie D 2016/17 měli kluby Lupa Řím FC a L'Aquila Calcio 1927. Klub Lupa Řím FC nakonec zůstal v soutěži i v příští sezoně.

## Skupina C
| Poř. | Tým                           | Z  | V  | R  | P  | VG | OG | B  |
| ---- | ----------------------------- | -- | -- | -- | -- | -- | -- | -- |
| 1.   | Benevento Calcio 5            | 34 | 20 | 11 | 3  | 51 | 21 | 70 |
| 2.   | Foggia Calcio                 | 34 | 19 | 8  | 7  | 61 | 31 | 65 |
| 3.   | US Lecce                      | 34 | 17 | 12 | 5  | 46 | 28 | 63 |
| 4.   | Casertana FC                  | 34 | 18 | 9  | 7  | 52 | 35 | 63 |
| 5.   | Cosenza Calcio                | 34 | 16 | 12 | 6  | 44 | 28 | 60 |
| 6.   | SS Matera Calcio 4            | 34 | 14 | 13 | 7  | 45 | 32 | 53 |
| 7.   | SS Fidelis Andria 1928        | 34 | 11 | 12 | 11 | 33 | 21 | 5  |
| 8.   | ACR Messina                   | 34 | 10 | 15 | 9  | 37 | 41 | 45 |
| 9.   | Paganese Calcio 1926 5        | 34 | 10 | 13 | 11 | 41 | 39 | 42 |
| 10.  | SS Juve Stabia                | 34 | 9  | 15 | 10 | 45 | 45 | 42 |
| 11.  | US Catanzaro 1929             | 34 | 10 | 11 | 13 | 27 | 40 | 41 |
| 12.  | SS Akragas Città dei Templi 2 | 34 | 12 | 9  | 13 | 35 | 47 | 40 |
| 13.  | Calcio Catania 1              | 34 | 12 | 13 | 9  | 35 | 47 | 39 |
| 14.  | SS Monopoli 1966              | 34 | 10 | 9  | 15 | 43 | 42 | 39 |
| 15.  | AS Melfi                      | 34 | 6  | 12 | 16 | 32 | 40 | 30 |
| 16.  | AS Martina Franca 1947 4      | 34 | 5  | 9  | 20 | 30 | 58 | 22 |
| 17.  | SS Ischia Isolaverde 3        | 34 | 5  | 10 | 19 | 31 | 65 | 21 |
| 18.  | AS Lupa Castelli Romani 5 6   | 34 | 2  | 7  | 25 | 22 | 65 | 12 |

Poznámky
- Z = Odehrané zápasy; V = Vítězství; R = Remízy; P = Prohry; VG = Vstřelené góly; OG = Obdržené góly; B = Body
- za výhru 3 body, za remízu 1 bod, za prohru 0 bodů.
- 1  Calcio Catania bylo odečteno 10 bodů.
- 2  SS Akragas Città dei Templi bylo odečteno 5 bodů.
- 3  SS Ischia Isolaverde byly odečteny 4 body.
- 4  SS Matera Calcio a AS Martina Franca 1947 byly odečteny 2 body.
- 5  Benevento Calcio, Paganese Calcio 1926 a AS Lupa Castelli Romani byl jim odečten 1 bod.
- 6  Klub AS Lupa Castelli Romani nakonec nesesoupil

|  | Přímý postup do Serie B 2016/17 |
|  | Play off                        |
|  | Play out                        |
|  | Přímý sestup do Serie D 2016/17 |

### Play out
Boj o udržení v Lega Pro.
SS Ischia Isolaverde – SS Monopoli 1966 0:3, 2:1

AS Martina Franca 1947 – AS Melfi 1:0, 0:0
Sestup do Serie D 2016/17 měli kluby SS Ischia Isolaverde a AS Melfi. Nakonec klub AS Melfi zůstal v soutěži i v příští sezoně.

## Play off
Boj o postupující místo do Serie B 2016/17.

### Předkolo
US Lecce – Bassano Virtus 55 Soccer Team 3:0

AC Pisa 1909 – SS Maceratese 3:1

Pordenone Calcio – Casertana FC 1:0

Foggia Calcio – US Alessandria Calcio 1912 2:0

### Semifinále
US Lecce – Foggia Calcio 2:3, 1:2

AC Pisa 1909 – Pordenone Calcio 3:0, 0:0

### Finále
AC Pisa 1909 – Foggia Calcio 4:2, 1:1
Postup do Serie B 2016/17 vyhrál tým AC Pisa 1909.